# Saint-Patrice-de-Sherrington
Pour les articles homonymes, voir Saint-Patrice.
Saint-Patrice-de-Sherrington, souvent appelée Sherrington, est une municipalité dans la municipalité régionale de comté de Les Jardins-de-Napierville au Québec (Canada), située dans la région administrative de la Montérégie.

## Toponymie
Le choix de saint Patrick pour nommer la localité jadis naissante, est dû aux nombreux Irlandais venus s'établir dans cette région. Le qualificatif Sherrington, attribué au bureau de poste ouvert en 1852, proviendrait d'un village homonyme situé au nord de Bournemouth, en Angleterre.

## Histoire
Avec la venue du régime anglais vers 1760 le territoire québécois fut divisé en townships ou cantons de ''franc et de commun soccage''. Le township de Sherrington fut proclamé le 22 février 1809 et comprenait 18,885 hectares soit environ 46,000 acres. Il était ceinturé par les seigneuries de Beauharnois, de Saint-James, de Léry et le township ou canton d'Hemmingford et englobait ou se juxtaposait à de plus petites seigneuries comme celles de Twaite, St-Georges, St-Normand et St-James.
Certains lots du township de Sherrington, environ 7,340 acres, furent concédés à Sieur François Baby. C'est dans cette région, appelée alors Babyville, à la limite de Saint-Cyprien-de-Napierville, Saint-Bernard-de-Lacolle et Hemmingford que s'établirent les premiers colons irlandais dans le début des années 1800.
Dès le mois de janvier 1840 une soixantaine de signataires irlandais, qui sont des propriétaires et tenanciers de Babyville, et au nom d'une quarantaine de familles françaises établies plus près des limites actuelles de Saint-Édouard, écrivent en anglais une requête à Son Excellence Monseigneur Latirgue de Montréal pour obtenir le droit de construire une église catholique sur des terrains que Sieur Baby avait légués spécifiquement à cet effet à Babyville.
Les premières familles à s'établir dans cet petit coin de pays étaient des Flemming, Hughes, O'Meara, McManus, Hennessy, Sloan, Murray, Deguire, McDonald, Halpin, McGrail, Greer, Coolahan, Casey, O'rourke, etc. En 1861 la population de Sherrington était de 2085 personnes en majorité des Irlandais, nés en Irlande ou de descendance irlandaise.
La requête de ces derniers pour l'obtention d'une église a porté fruit et la paroisse de Saint-Patrice-de-Sherrington fut érigée canoniquement le 20 novembre 1848 en langue française. Elle comprenait une étendue de terre irrégulière d'environ seulement 9,000 acres des 46,000 que contenait le canton d'origine. La paroisse fut bornée comme suit: au sud par la ligne qui sépare le township de Sherrington de celui d'Hemmingford, à l'est par la ligne qui sépare le township de Sherrington de la seigneurie de Léry, au nord-est par la paroisse de Saint-Jacques le Mineur et au nord-ouest par la paroisse de Saint-Edouard.
Une chapelle de bois fut construite en 1850, non pas à Babyville, mais près de l'emplacement actuel de l'église. Cette chapelle reçut sa cloche, baptisée Saint-Patrice en 1852 et elle fut déménagée dans le petit clocher de l'école de brique rouge du village en 1877. Bien que la paroisse eût été fondée par droit canonique en 1848, la construction de l'église de pierre actuelle fut complétée en 1857.
La municipalité de Sherrington quant à elle fut constituée civilement par acte de proclamation en langue anglaise signé par le Gouverneur Général Elgin le 6 juillet 1850 avec les mêmes bornes que celles mentionnées plus haut.
Le 3 septembre 2011, la municipalité a changé son statut de municipalité de paroisse à celui de municipalité.

## Géographie
À partir de son crénon, dans le nord-ouest de la municipalité, la rivière à la Tortue coule vers le nord-est. 
La rivière L'Acadie, un affluent de la rivière Richelieu, en traverse le sud coulant vers l'est.

## Démographie
| 1991  | 1996  | 2001  | 2006  | 2011  | 2016  | 2021  |
| ----- | ----- | ----- | ----- | ----- | ----- | ----- |
| 1 952 | 1 960 | 1 915 | 1 911 | 1 971 | 1 960 | 1 963 |

## Administration
Les élections municipales se font en bloc pour le maire et les six conseillers.
| Saint-Patrice-de-Sherrington Maires depuis 2001                                                                      |                |         |          |
| Élection | Maire          | Qualité | Résultat |
| 2001 | André Giroux   |         | Voir     |
| 2005 | André Giroux   | Voir    |          |
| 2009 | André Giroux   | Voir    |          |
| 2013 | Daniel Lussier |         | Voir     |
| 2017 | Yves Boyer     |         | Voir     |
| 2021 | Yves Boyer     | Voir    |          |
| Élection partielle en italique Depuis 2005, les élections sont simultanées dans toutes les municipalités québécoises |                |         |          |